# Ke'Bryan Hayes
Ke'Bryan Hayes (Tomball, Texas, 28 de enero de 1997) es un jugador profesional estadounidense de béisbol que se desempeña en la posición de tercera base en Pittsburgh Pirates, equipo de las Grandes Ligas de Béisbol (MLB).

## Carrera
Fue seleccionado en la primera ronda en el Draft de la MLB de 2015. En 2020 hizo su debut profesional con el equipo Pittsburgh Pirates, donde lleva jugando cinco temporadas.